# شمش (ماده)

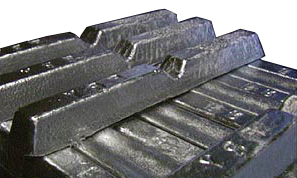
شمش آلومینیوم

شمش (به انگلیسی: Ingot) یک قطعه تقریباً خالص است که با توجه به فرآیندهای دیگر به شکل‌های مختلف ریخته‌گری می‌شود. به قالب‌های کوچکتر فلزات با طول کمتر از ۲ متر گفته می‌شود که برای طلا و مس و آلومینیوم و نمونه‌های آزمایشگاهی کاربرد زیادی دارد. سطح مقطع آن ذوزنقه‌ای است. در ریخته‌گری به قطعه ریختگی فلزی با شکل مناسب برای عملیات نوردکاری یا آهنگری شِمش می‌گویند. در واقع شمش‌ها محصولات نیم‌ساخته‌ای هستند که در مراحل بعد تحت فرایندهای دیگر به قطعات مورد نیاز در می‌آیند.

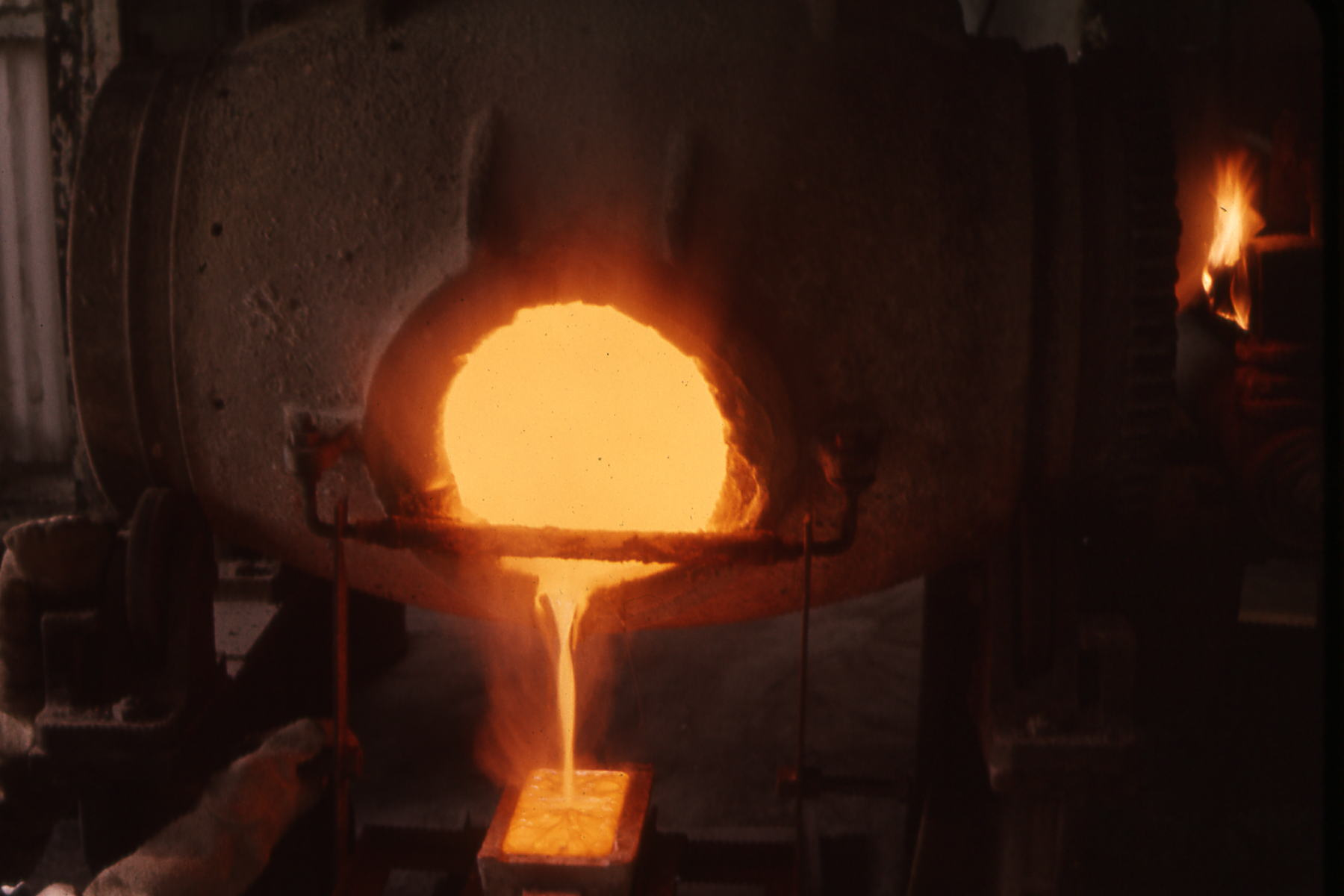
ریختن طلای مذاب در قالب در معدنی در نیکاراگوئه در سال ۱۹۵۹

در نورد فولاد به فراورده‌هایی با سطح مقطع بزرگ‌تر از ۲۲۵ سانتیمتر مربع شمش و به فراورده‌هایی با سطح مقطع کوچک‌تر از آن شمشال گفته می‌شود.

## انواع
فلز (خالص یا آلیاژ) ذوب شده با روش ریخته‌گری به شمش تبدیل می‌شود.

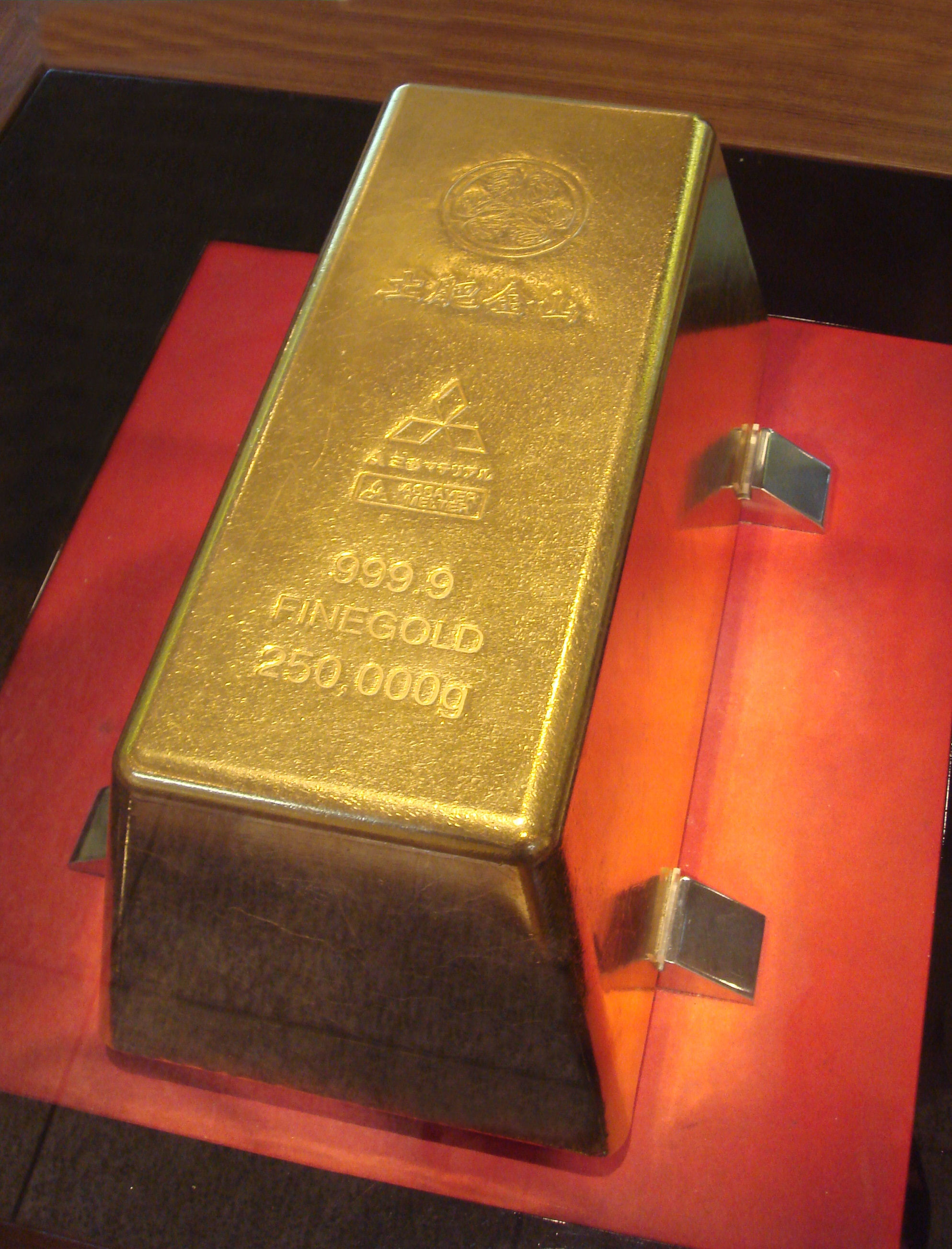
شمش طلا

یک مورد مشخص ساخت تک کریستال است.

### تک کریستال
شمش‌های تک کریستال فلزات با فرایند چکرالسکی یا تکنیک‌های بریجمن به وجود می‌آیند.
تک کریستال‌ها به عنوان نیمه‌هادی‌ها (مثل قرص سیلیسیم، سلول خورشیدی) یا مواد معدنی عایق برای صنایع یا زیورآلات استفاده شوند.
شمش تک بلور فلزی مشابه روش شمش‌های نیمه هادی با خلوص بالا، تولید می‌شود. شمش‌های تک کریستال به علت استحکام بالا (به دلیل نبود مرز دانه) مورد توجه مهندسین مواد هستند. تولید تک کریستال به روش دندریت تک کریستال است و با ریخته‌گری تولید نمی‌شود. برای مثال می‌توان به پره توربین اشاره کرد.
انواع دیگری از شمش‌ها مثل شمش طلا و شمش آلومینیوم و بقیه فلزات نیز وجود دارد.

## روش تولید
شمش‌ها با انجماد فلز مذاب در قالب تولید می‌شوند. تولید شمش چندین هدف دارد:
1. قالب به گونه‌ای ساخته می‌شود که مذاب کاملاً منجمد شود و ساختار کریستالیت مناسب تشکیل شود. این ساختار خواص فیزیکی ماده را تعیین می‌کند.
2. شکل و اندازه شمش برای مراحل بعدی مهم است.
3. در نهایت قالب به گونه‌ای طراحی می‌شود که دور ریخت مذاب به حداقل برسد و شمش به راحتی از مذاب خارج شود. به دلیل اینکه دور ریخت مذاب افزایش قیمت نهایی شمش را در پی دارد.

ساختار کریستالی در قالب

شکل‌های مختلفی برای طراحی قالب برای رسیدن به خاصیت مختلف وجود دارد. قالب ممکن است از بالا، افقی، از پایین یا شیاردار با مذاب پر شود. طراحی شیاردار با افزایش سطح تماس انتقال حرارت را افزایش می‌دهد. قالب‌ها ممکن است با روش ریخته‌گری ماسه (مثل چدنی‌ها) یا روش‌های دیگر بسته به میزان انتقال حرارت مورد نیاز ساخته شوند. بعضی قالب‌ها برای جلوگیری از ترک در شمش مخروطی هستند. ترک و حفره در شمش‌ها به علت تغییر حجم هنگام انجماد جرم ثابتی از ماده ایجاد می‌شود. وجود این نقص در شمش باعث بی استفاده شدن یا دوباره ذوب کردن یا بازیافت کردن می‌شود.
ساختار کریستالی مواد به‌طور عمده به انجماد و رسوب در مواد مذاب بستگی دارد. در طی فرایند پر کردن قالب فلز مذاب در دیواره سریع تر منجمد می‌شوند و باعث به وجود آمدن ساختار ستونی (columnar zone) از دانه‌ها می‌شود که به سرعت سرد شدن مذاب و نرخ سرد شدن قالب بستگی دارد.
با سرد شدن ماده مذاب چندین ناحیه به وجود می‌آید. یکی ناحیه جامد نزدیک دیواره قالب است که حرارت را از مذاب در حال انجماد انتقال می‌دهد. برای آلیاژها ممکن است ناحیه احساساتی (mushy zone) و ناحیه مایع وجود داشته باشد. ناحیه احساساتی به دلیل ناحیه تعادل جامد-مایع در نمودار فازی به وجود می‌آید. نرخ انجماد سطح بالایی زمان تشکیل شدن دندریت‌ها و دانه در ناحیه جامد را کنترل می‌کند. پهنای ناحیه احساساتی (mushy zone) با تنظیم خواص حرارتی قالب یا ترکیب آلیاژ مذاب کنترل می‌شود.
با ریخته‌گری پیوسته هم شمش‌ها را می‌توان تولید کرد. حدود ۷۰ درصد شمش‌های آلومینیوم در آمریکا به روش ریخته‌گری سرمایش مستقیم تولید می‌شود. این روش باعث کاهش ترک در شمش می‌شود.

## عیوب
در شمش‌هایی که به روش پر شدن از بالا ایجاد می‌شوند، وقتی مذاب درون قالب سرد می‌شود تغییر حجم در بالای مذاب باعث ایجاد فرورفتگی در بالای آن می‌شود (shrinkage). که با ماشین کاری از شمش جدا می‌شود.

## نگارخانه

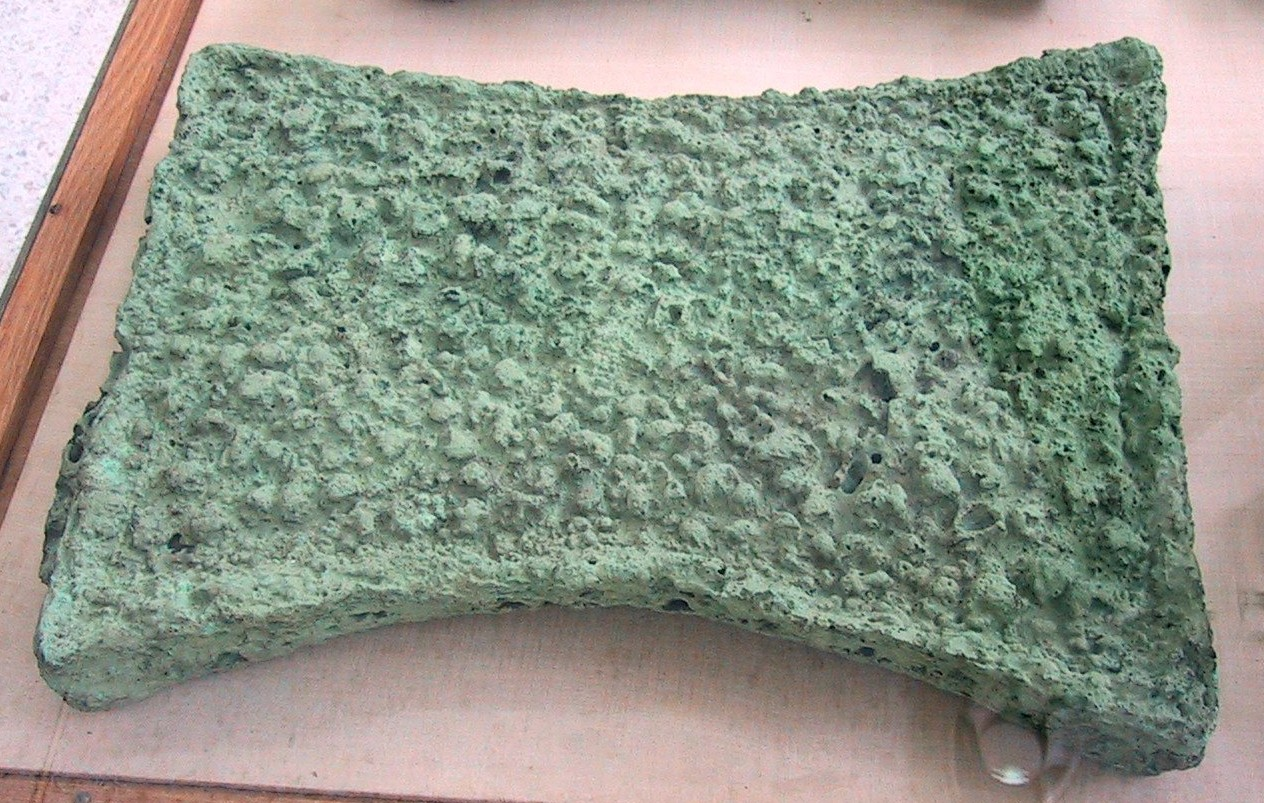
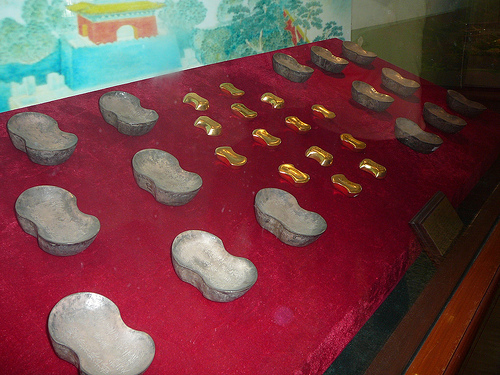
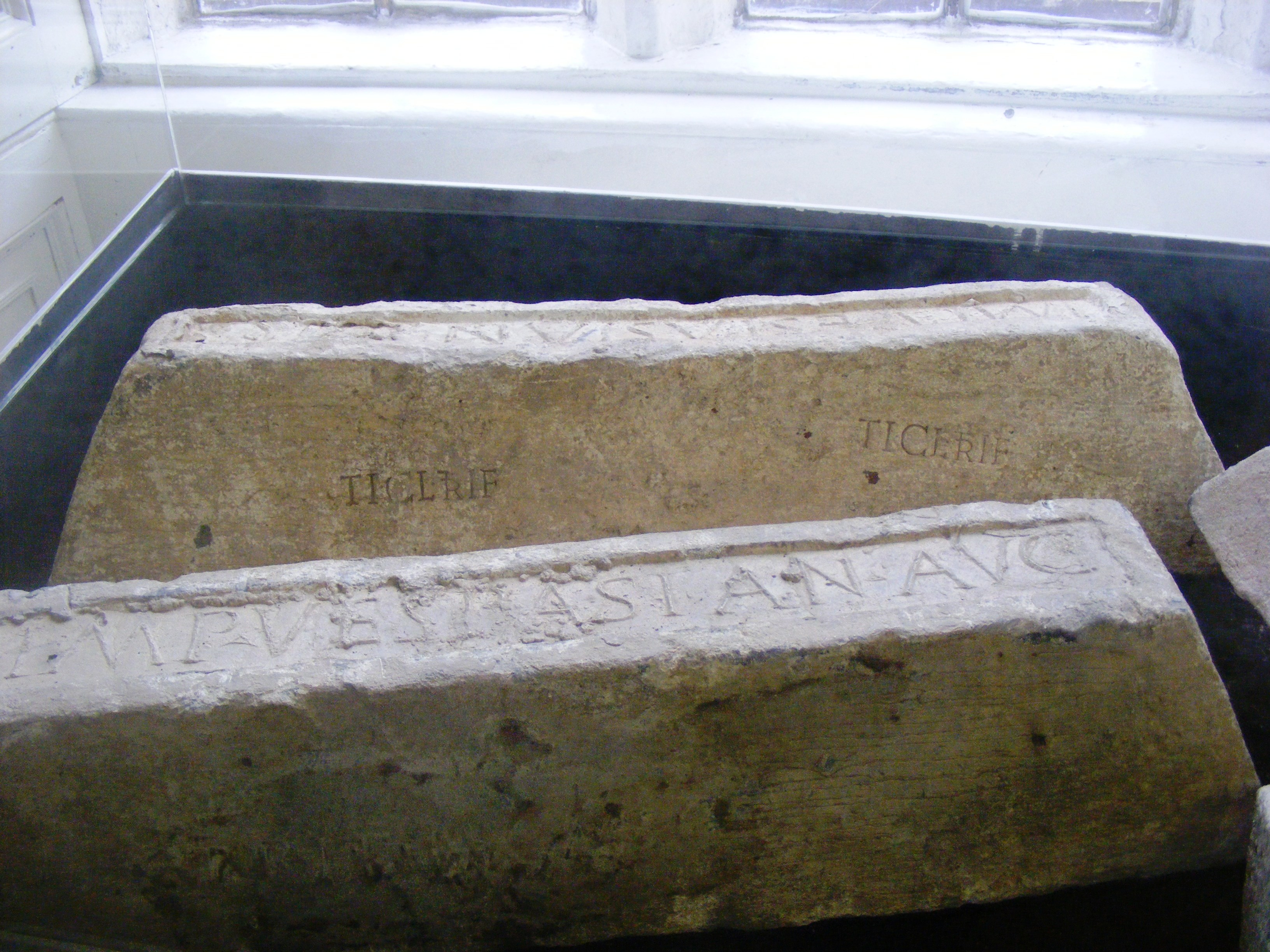
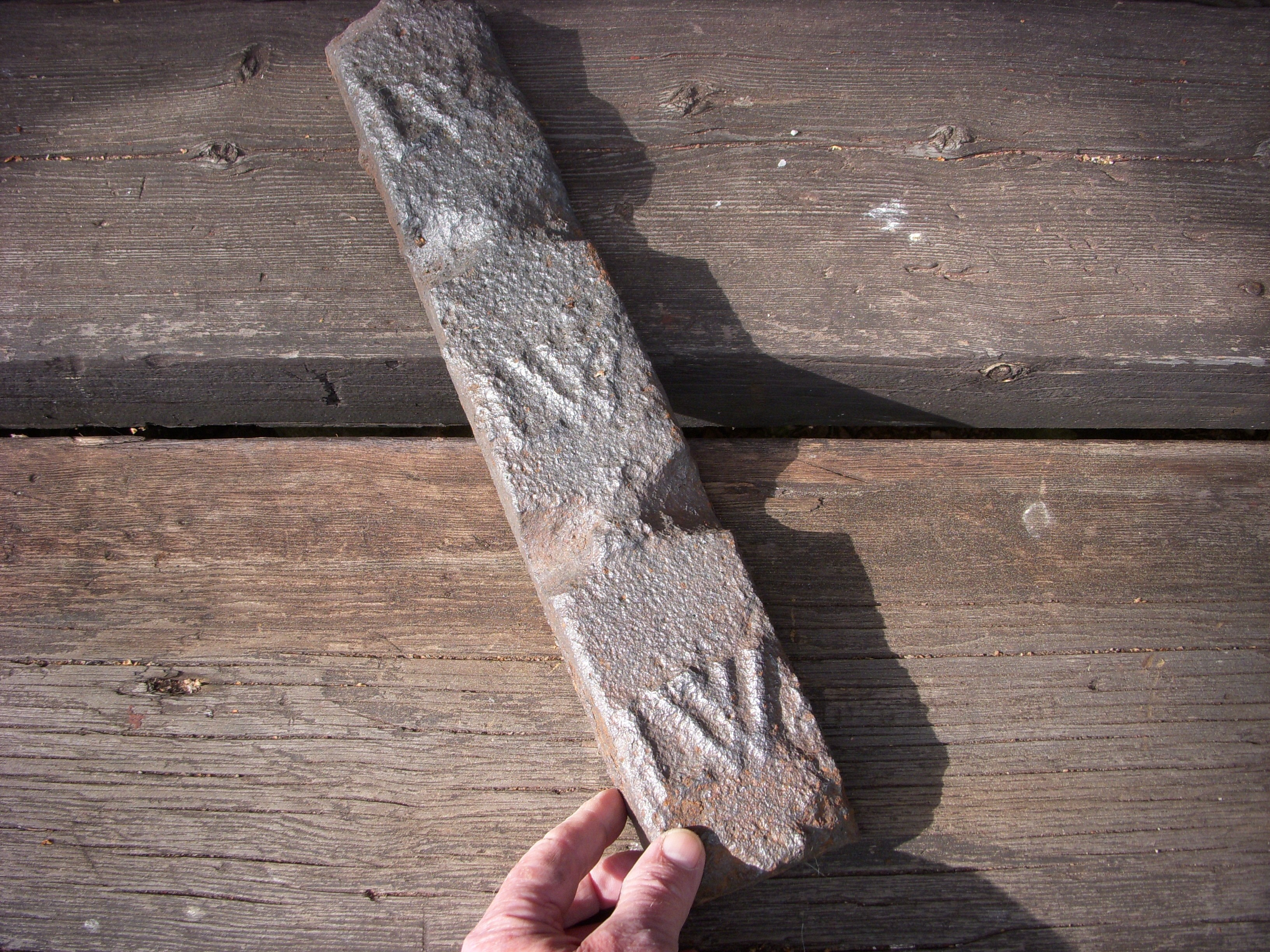